# Régime de retraite des enseignantes et des enseignants de l'Ontario
Le Régime de retraite des enseignantes et des enseignants de l’Ontario (RREO), ou Ontario Teachers' Pension Plan (OTPP), connu familièrement comme Teachers', est un gestionnaire de fonds institutionnels ontarien, le deuxième plus important au Canada après la CDPQ. L'OTPP est responsable d'administrer et d'investir les fonds de retraite des enseignants travaillant dans les écoles publiques de l'Ontario. Il est supervisé à la fois par le gouvernement de l'Ontario et la Fédération des enseignantes et des enseignants de l’Ontario (Ontario Teachers' Federation).

## Histoire
En avril 2009, Teachers' a déclaré un rendement de -18 % pour l'année 2008 : son fonds est passé de 108,5 milliards CAD à 87,4 milliards CAD.
En avril 2012, Teachers' a indiqué à ses partenaires qu'il souffrait d'une « capitalisation insuffisante » de 9,6 milliards $ CA au 1er janvier 2012, alors qu'il affichait un actif net de 117,1 milliards au 31 décembre 2011.
En juillet 2015, Cenovus vend un portefeuille de propriétés foncières à Ontario Teachers pour 2,66 milliards de dollars.